# Nino Calice
Nino Calice, all'anagrafe Giovanni Calice (Rionero in Vulture, 16 aprile 1937 – Rionero in Vulture, 14 settembre 1997), è stato un politico e saggista italiano.

## Biografia
Docente di storia e filosofia al liceo classico di Potenza, è consigliere comunale ed, in seguito, sindaco di Rionero nel 1976. Eletto al primo Consiglio Regionale della Basilicata nel 1970, partecipa alla stesura dello Statuto Regionale.
Nel 1976 viene eletto deputato nelle file del PCI; per il partito è responsabile della Commissione Bilancio del Senato, Vice Presidente nella Commissione speciale per il terremoto del 1980 e rappresentante al Consiglio Europeo di Strasburgo. Nel 1979 riceve la nomina di senatore per tre legislature.
Dal 1987 al 1992 è stato membro del "Comitato di Gestione dell'Agenzia per il mezzogiorno", poi del Comitato Scientifico del "Centro per la storia del Mezzogiorno e dell'Area del Mediterraneo" e di quello dell'Istituto "Alcide Cervi" di Roma.
In Basilicata ha fondato il Centro Studi "Giustino Fortunato" di Rionero in Vulture e il "Centro Annali per una Storia Sociale della Basilicata" che, sotto la sua guida, ha svolto costante attività di ricerca contribuendo notevolmente alla costituzione della identità regionale; ha fondato una propria casa editrice (Calice Editore) ed ha istituito il Premio saggistico "Giustino Fortunato". Muore a Rionero nel 1997.

## Opere
- Lotte politiche e sociali in Basilicata (1974)
- Partiti e ricostruzione nel Mezzogiorno (1976)
- Ettore Ciccotti per un saggio sulla formazione dell'ideologia riformista (1979)
- Ernesto e Giustino Fortunato, l'azienda di Gaudiano e il Collegio di Melfi (1982)
- Banche e Mezzogiorno negli anni della grande crisi (1984)
- Il PCI nella storia di Basilicata (1986)
- Fortunato, Croce, Nitti (1991)